# Calcificazioni simili a popcorn
Le  calcificazioni a popcorn in campo medico, sono dei raggruppamenti di piccole immagini radiopache di morfologia simile ad un chicco di popcorn. Esse si riscontrano frequentemente in casi di fibroadenomao di osteogenesi imperfetta dei bambini in fase di sviluppo, nelle caviglie e nelle ginocchia.

## Tipologia
Tale termine è di frequente impiego anche in pneumologia nella caratterizzazione di un amartoma.

## Esami
Tali calcificazioni diventano visibili ad una radiografia.